# 12124 Hvar
12124 Hvar este un asteroid din centura principală de asteroizi.

## Descriere
12124 Hvar este un asteroid din centura principală de asteroizi. A fost descoperit pe 6 septembrie 1999 la Visnjan de Korado Korlević. Asteroidul prezintă o orbită caracterizată de o semiaxă mare de 2,90 ua, o excentricitate de 0,08 și o înclinație de 2,0° în raport cu ecliptica.